# Robert Wedderburn (Statistiker)
Robert William MacLagan Wedderburn (* 1947 in Edinburgh; † 1975) war ein britischer Statistiker.
Wedderburn studierte an der Universität Cambridge und arbeitete mit John Nelder an der Rothamstead Experimental Station. Zusammen mit ihm führte er 1972 die Modellklasse der verallgemeinerten linearen Modelle (VLMe) ein. Er starb mit nur 28 Jahren an einem anaphylaktischen Schock nach einem Insektenstich.

## Schriften
- mit John Nelder: Generalized linear models, Journal of the Royal Statistical Society, Series A, Band 135, 1972, S. 370–384
- Quasi-likelihood functions, generalized linear models, and the Gauss—Newton method, Biometrika, Band 61, 1974, S. 439–447